# Qassam-raket

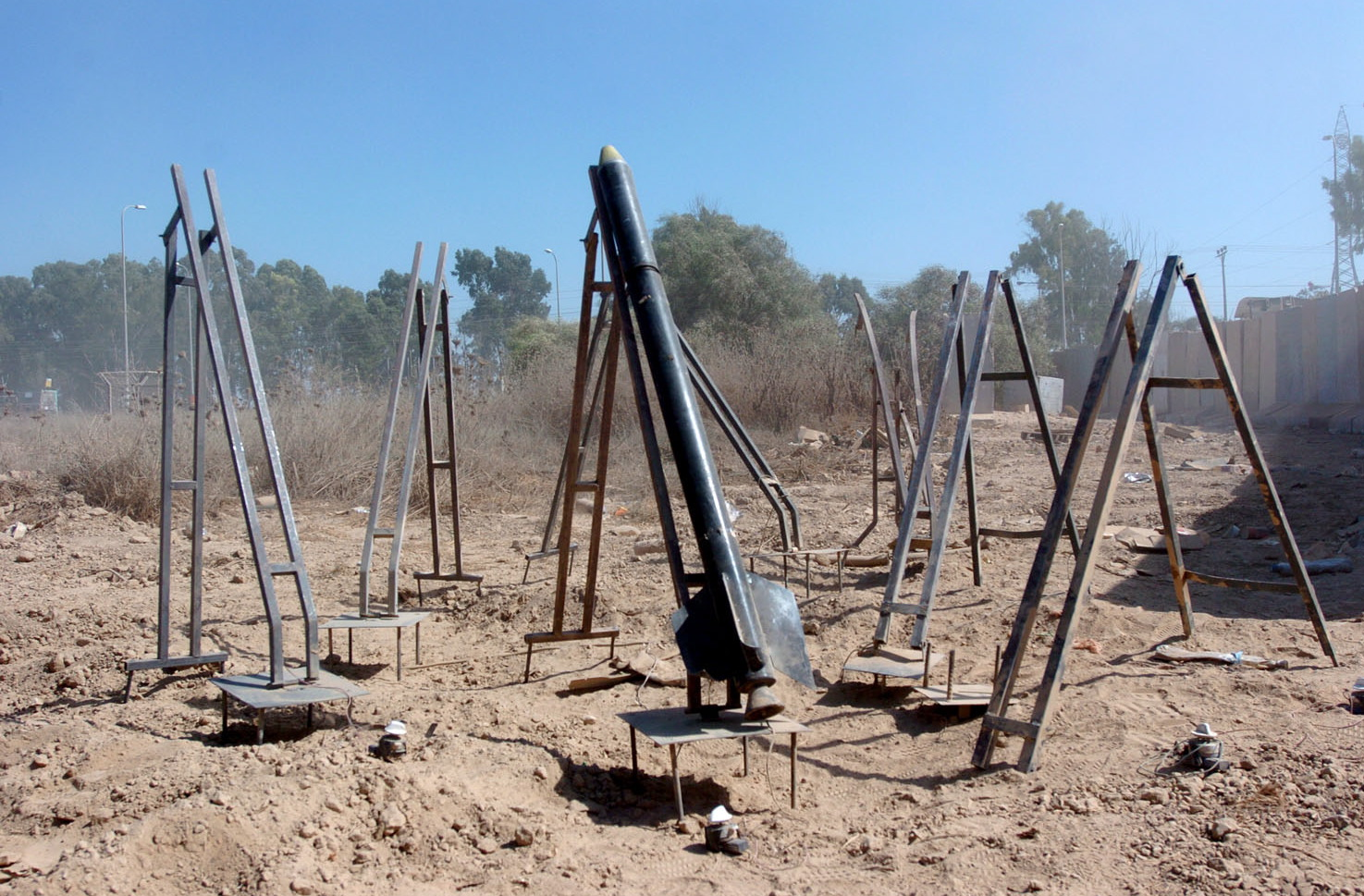
Qassam-raketlanceerders in 2007 in Noord-Gaza, een ervan bevat een raket

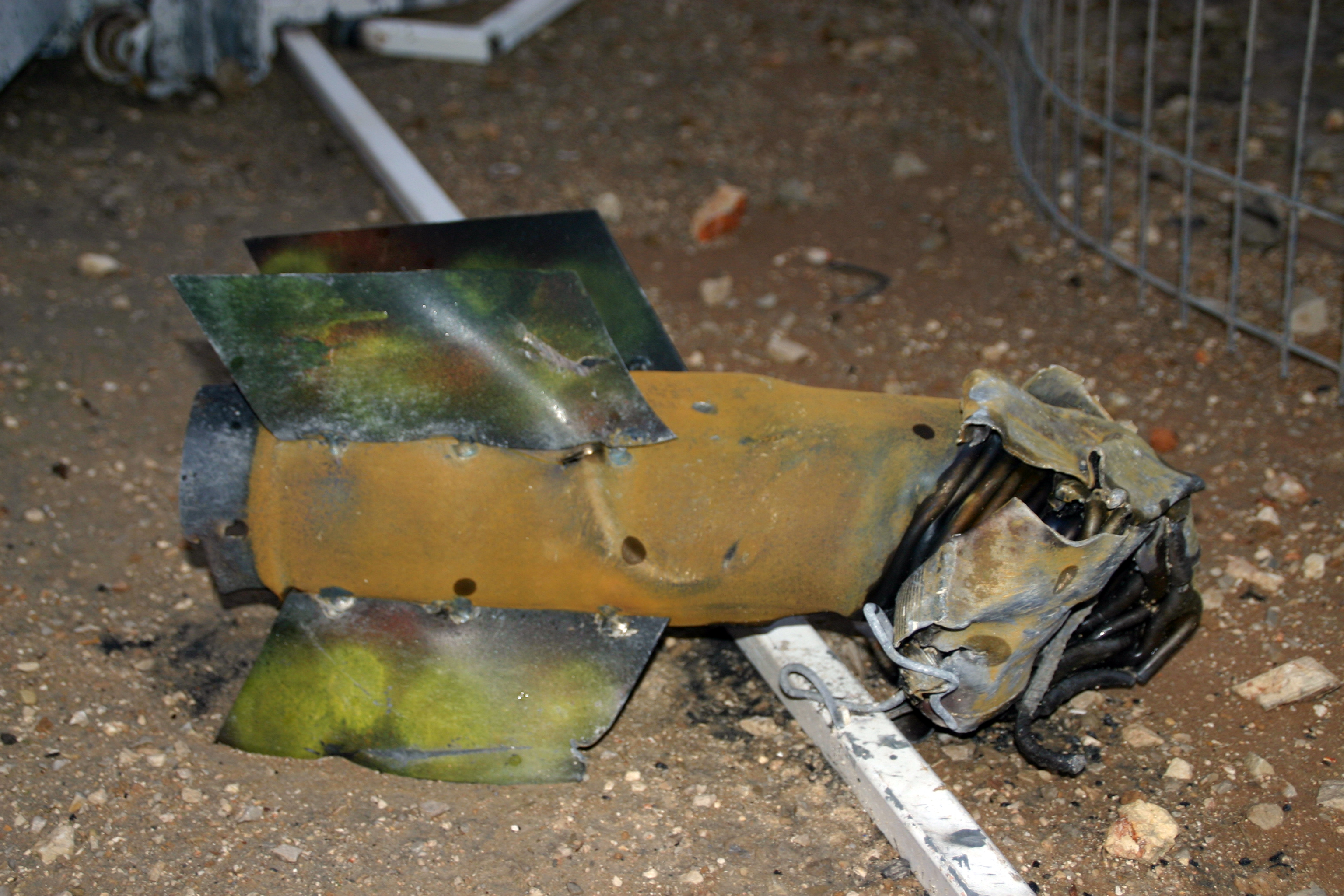
Resten van een Qassam-raket

De Qassam-raket (Arabisch: صاروخ القسام, Ṣārūḫ al-Qassām) is een twee meter lange primitieve raket met explosieve lading. Het wapen is door Palestijnse strijders ontwikkeld en wordt gebruikt sinds 2001.
De capaciteit is 10 tot 12 raketten per nacht per team van vier personen en kan oplopen tot 100 stuks per nacht voor grotere teams. De raket is genoemd naar de militaire tak van de Hamas, die weer is afgeleid van de militante sjeik Izz ad-Din al-Qassam. Qassam-raketten worden gefabriceerd door onder andere Hamas in de Gazastrook. Van daaruit wordt geschoten op Israëlische steden zoals Sderot en Ashkelon.
Sinds maart 2011 heeft Israël de IJzeren Koepel als afweersysteem tegen onder andere Qassam-raketten in gebruik, dit heeft een slagingspercentage van ruim 90%.

## Versies en bereik
Een Qassam-raket is een metalen pijp die in een punt toeloopt. In de punt bevindt zich het explosieve materiaal TNT, samen met spijkers, metaalscherven en dergelijke. Achter de punt zit de 'motor' bestaande uit een chemisch mengsel dat gas afgeeft en zo hoge druk in de pijp creëert. Via een kleine opening aan de achterkant verlaat het gas de raket, hierdoor ontstaat de stuwkracht. Vier kleine vleugeltjes aan de achterkant moeten zorgen voor precisie. De brandstof voor de vastebrandstofmotor van de raket is een mengsel van suiker, olie, alcohol en kunstmest. De Qassam-3 is een twee meter lange buis en weegt ongeveer 90 kg, er kan een gewicht van 5-10 kg aan spijkers, metaalscherven of ander materiaal in.
Er zijn verschillende versies: de Qassam-1, Qassam-2 en Qassam-3. Het ligt in de lijn der verwachting dat ook een Qassam-4-raket ontwikkeld zal worden.
De zelfgemaakte Qassam-1-raketten van Hamas zijn geladen met zo'n vijf kilo explosieven en hebben een bereik van ongeveer drie kilometer. Van de Qassam-2- en Qassam-3-raketten wordt verondersteld dat ze een bereik van 8-10 kilometer hebben, en dus de Israëlische stad Ashkelon kunnen treffen. In de hogere versies kan ook meer explosief materiaal, in de Qassam-3 tot 10 kilo.

## Operatie 'Dagen van Boetedoening'
De Israëlische operatie Dagen van Boetedoening in 2004 was gericht tegen Qassam-raketten die vanuit het vluchtelingenkamp Jabalia op Sderot afgevuurd werden. Een raket doodde twee Israëlische kinderen. De operatie, die meer dan een maand duurde, kostte het leven aan 120 Palestijnen, onder hen minstens 30 kinderen. Tijdens en na de operatie werden er echter nog steeds Qassam-raketten afgevuurd.

## Modellen Qassam-raketten
| Eigenschap         | Qassam-3 | Qassam-2 | Qassam-1 |
| ------------------ | -------- | -------- | -------- |
| Lengte (cm)        | 200+     | 180      | 79       |
| Diameter (cm)      | 17       | 15       | 6        |
| Gewicht (kg)       | 90       | 32       | 5.5      |
| Lading (kg)        | 10       | 5-7      | 0.5      |
| Maximumbereik (km) | 10       | 8-10     | 3        |